# Студенець (Наровчатський район)
Студене́ць (рос. Студенец) — село складі Наровчатського району Пензенської області, Росія.
Населення — 167 осіб (2010; 207 у 2002).
Національний склад станом на 2002 рік:
- росіяни — 98 %